# Ramón del Valle-Inclán
Ramón María del Valle-Inclán (Vilanova de Arousa, 28. listopada 1866. – Santiago de Compostela, 5. siječnja 1936.), španjolski književnik.